# Теория о лабораторной утечке COVID-19

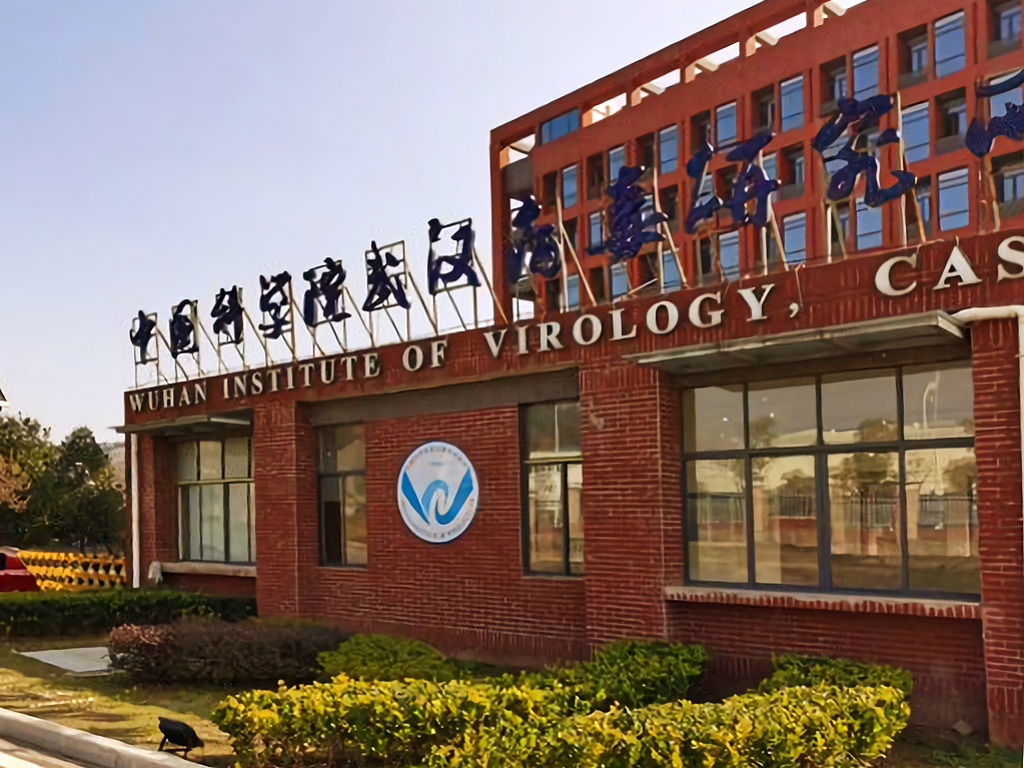
Уханьский институт вирусологии в Ухане, Китай

Теория о лабораторной утечке COVID-19 или гипотеза о лабораторной утечке — идея о том, что SARS-CoV-2, вирус, вызвавший пандемию COVID-19, распространился в результате утечки из лаборатории. Большинство учёных считают, что вирус проник в человеческую популяцию путём передачи от животных, подобно вспышкам SARS-CoV-1 и MERS-CoV. Имеющиеся данные свидетельствуют о том, что вирус SARS-CoV-2 изначально переносился летучими мышами и неоднократно передавался людям от инфицированных диких животных на рынке морепродуктов Хуанань в Ухане, Китай, в декабре 2019 года.
Нет никаких доказательств существования SARS-CoV-2 в какой-либо лаборатории до пандемии. Центральное место в идее о китайской утечке занимает тот факт, что вспышка произошла в городе, где поблизости находится Уханьский институт вирусологии (УИВ). В то же время подобные институты есть в большинстве крупных китайских городов. Идея утечки также получила поддержку из-за секретности в действиях правительства Китая, а также из-за расистских и ксенофобских представлений. Учёные из УИВ ранее собирали коронавирусы, связанные с SARS, у летучих мышей; утверждения о том, что они также выполняли секретную рискованную работу с такими вирусами, занимают центральное место в некоторых версиях этой идеи. Другая версия этой идеи предполагает американское лабораторное происхождение. Некоторые версии, особенно те, в которых говорится о геномной инженерии, основаны на дезинформации или искажении научных данных.
Идея о том, что вирус был случайно или преднамеренно выпущен из лаборатории, появилась ещё в начале пандемии. Эта теория приобрела популярность в США в декабре 2020 года благодаря её продвижению консерваторами, что вызвало напряжённость в отношениях между США и Китаем. В то время учёные и средства массовой информации отвергли это как теорию заговора. Идея о том, что утечка была случайной, возродилась в 2021 году. В марте Всемирная организация здравоохранения (ВОЗ) опубликовала отчёт, в котором такая возможность была названа «крайне маловероятной». Генеральный директор ВОЗ Тедрос Аданом Гебреисус заявил, что выводы отчёта не являются окончательными, а данные были скрыты от команды ВОЗ. В июне 2021 года ВОЗ объявила о планах лабораторных проверок, которые Китай отверг.
Большинство учёных скептически относятся к этой идее, ссылаясь на отсутствие подтверждающих доказательств, в то время как меньшинство считает как лабораторную утечку, так и естественное происхождение одинаково достоверными. Некоторые учёные согласны с тем, что в рамках текущих расследований следует изучить версию о лабораторной утечке, хотя они выразили обеспокоенность по поводу политизации. В июле 2022 года в двух статьях, опубликованных в журнале Science, были описаны новые эпидемиологические и генетические доказательства того, что пандемия, вероятно, началась на оптовом рынке морепродуктов Хуанань, а не возникла в лаборатории. В феврале 2023 года Министерство энергетики США, которое отвечает за работу биологических лабораторий страны, и Федеральное бюро расследований предположили, что COVID, вероятно, был утечкой из лаборатории. В правительстве США нет консенсуса по данному вопросу. «После масштабного исследования некоторые наши ведомства считают, что коронавирус произошёл из-за лабораторной утечки в Ухане. Другие считают более вероятной версию с происхождением на рынке в Ухане. Ни одно из ведомств не может сказать наверняка, которая из версий — верная», — отметил госсекретарь США Энтони Блинкен.